# Athertonstruiksluiper
De Athertonstruiksluiper (Sericornis keri) is een zangvogel uit de familie Acanthizidae (Australische zangers).

## Verspreiding en leefgebied
Deze soort is endemisch in noordoostelijk Australië in het Atherton Tableland.

## Status
De grootte van de populatie is in 2016 geschat op 260.000 volwassen vogels. Uit onderzoek blijkt dat door klimaatverandering de aantallen snel achteruitgaan, met name op lagere hoogtes. Op de Rode lijst van de IUCN heeft deze soort daarom de status kwetsbaar.